# Педро Пабло Вільянуева
Педро Пабло Вільянуева (англ. Pedro Pablo Villanueva) — кубинський дипломат. Координатор системи ООН в Україні, Постійний представник ПРООН в Києві.

## Біографія
У 1971 році закінчив Гаванський університет, факультет промислової інженерії, у 1975 році економічний факультет. У 1986 році закінчив Празьку школу економіки.
У 1971–1985 рр. — професор Гаванського університету, радник кількох національних кубинських міністерств.
У 1985–1987 рр. — співробітник за програмами, Латинська Америка і Відділ Карибського басейну, ЮНФПА. Нью-Йорк.
У 1987–1990 рр. — директор з технічних питань та питань оцінки, ЮНФПА. Нью-Йорк.
У 1990–1995 рр. — представник Фонду ООН в області народонаселення ЮНФПА в Бразилії та регіональний директор в Аргентині та Уругваї.
У 1995–1996 рр. — представник ЮНФПА в Перу та регіональний директор в Чилі та Парагваї.
У 1996–2000 рр. — Координатор системи ООН, постійний представник ПРООН в Києві, Україна.
У 2000–2005 рр. — представник ЮНФПА в Болівії.
У 2005–2007 рр. — представник ЮНФПА в Нікарагуа і регіональний директор в Коста-Риці і Панамі.
З 2008 року — заступник директора (AI) ЮНФПА в Латинській Америці та Відділі Карибського басейну, Нью-Йорк.
З 2009 року — спеціальний радник Регіонального директора ЮНФПА для країн Азії і Тихого океану, Афганістан.
З жовтня 2011 по квітень 2012 — представник ЮНФПА в Нікарагуа і регіональний директор в Коста-Риці і Панамі.
З серпня 2012 по листопаді 2012 — виконувач обов'язків заступника директора ЮНФПА по Латинській Америці і Відділу Карибського басейну, Панама.
З січня 2013 по червень 2013 — представник ЮНФПА в Мексиці та регіональний директор в Домініканські Республіці
З березня 2014 по червень 2014 — представник ЮНФПА в Перу та регіональний директор у Чилі.